# 앙카라나보호구술꼬리쥐
앙카라나보호구술꼬리쥐(Eliurus carletoni)는 붉은숲쥐과에 속하는 설치류의 일종이다. 2009년에 처음 기술되었다. 마다가스카르섬 앙카라나 보호구의 토착종이다.